# French Open 1994 (Badminton)
Die French Open 1994 im Badminton fanden vom 25. bis zum 27. März 1994 in Paris statt. Mit einem Preisgeld von 15.000 US-Dollar wurde das Turnier als 1-Sterne-Turnier in der Grand-Prix-Wertung eingestuft.

## Sieger und Platzierte
| Disziplin    | Gold                          | Silber                            | Bronze                         |
| ------------ | ----------------------------- | --------------------------------- | ------------------------------ |
| Herreneinzel | Sun Jun                       | Robert Liljequist                 | Henrik Bengtsson               |
| Herreneinzel | Sun Jun                       | Robert Liljequist                 | Rikard Magnusson               |
| Dameneinzel  | Zhang Ning                    | Liu Yuhong                        | Monique Hoogland               |
| Dameneinzel  | Zhang Ning                    | Liu Yuhong                        | Lotte Thomsen                  |
| Herrendoppel | Aras Razak Aman Santosa       | Christian Jakobsen Henrik Svarrer | Michael Keck Stephan Kuhl      |
| Herrendoppel | Aras Razak Aman Santosa       | Christian Jakobsen Henrik Svarrer | Kai Mitteldorf Uwe Ossenbrink  |
| Damendoppel  | Helene Kirkegaard Rikke Olsen | Eny Oktaviani Nonong Denis Zanati | Alison Humby Song Yang         |
| Damendoppel  | Helene Kirkegaard Rikke Olsen | Eny Oktaviani Nonong Denis Zanati | Katrin Schmidt Kerstin Ubben   |
| Mixed        | Liang Qing Grace Peng Yun     | Kai Mitteldorf Katrin Schmidt     | Christian Jakobsen Rikke Olsen |
| Mixed        | Liang Qing Grace Peng Yun     | Kai Mitteldorf Katrin Schmidt     | Henrik Svarrer Mette Pedersen  |

## Finalresultate
| Disziplin    | Sieger                        | Finalist                          | Ergebnis            |
| ------------ | ----------------------------- | --------------------------------- | ------------------- |
| Herreneinzel | Sun Jun                       | Robert Liljequist                 | 15-1, 16-17, 15-2   |
| Dameneinzel  | Zhang Ning                    | Liu Yuhong                        | 7-11, 11-7, 11-7    |
| Herrendoppel | Aras Razak Amon Santoso       | Christian Jakobsen Henrik Svarrer | 16-18, 17-16, 15-12 |
| Damendoppel  | Helene Kirkegaard Rikke Olsen | Eny Oktaviani Nonong Denis Zanati | 15-1, 15-7          |
| Mixed        | Liang Qing Peng Yun           | Kai Mitteldorf Katrin Schmidt     | 15-13, 15-2         |